# Aleksejs Ponakovs
Aleksejs „Aleks“ Ponakovs (* 12. September 1991) ist ein professioneller lettischer Pokerspieler.
Ponakovs hat sich mit Poker bei Live-Turnieren mehr als 14 Millionen US-Dollar erspielt und ist damit der erfolgreichste lettische Pokerspieler. Er ist zweifacher Braceletgewinner der World Series of Poker, bei der er 2022 das High Roller für sich entschied.

## Pokerkarriere

### Werdegang
Ponakovs spielte von Januar 2010 bis Februar 2017 online unter den Nicknames APonakov (PokerStars sowie 888poker), BluffAlexPLV (PokerStars.FR), DamagePON (partypoker) und INACT1VE (Americas Cardroom). In diesem Zeitraum erspielte er sich mit Turnierpoker Preisgelder von knapp 2 Millionen US-Dollar, wobei davon mehr als die Hälfte bei PokerStars gewonnen wurde. Gegenwärtig ist er als APonakov bei WSOP.com sowie unter seinem echten Namen bei GGPoker aktiv.
Seine erste Geldplatzierung bei einem Live-Pokerturnier erzielte Ponakovs im Mai 2011 im Olympic Voodoo Casino in seiner Heimatstadt Riga. Ebenfalls dort gewann er im August 2012 beim Olympic Summer Festival sein erstes Live-Turnier mit einem Hauptpreis von 3300 Euro. Im Juli 2013 war der Lette erstmals bei der World Series of Poker (WSOP) im Rio All-Suite Hotel and Casino in Paradise am Las Vegas Strip erfolgreich und kam bei einem Turnier der Variante No Limit Hold’em in die Geldränge. Er erreichte den sechsten Turniertag im Main Event und schied dort auf dem mit rund 230.000 US-Dollar dotierten 33. Platz aus. Bei der WSOP 2015 kam Ponakovs zweimal auf die bezahlten Plätze, 2016, 2017 und 2019 je einmal in die Geldränge. Als aufgrund der COVID-19-Pandemie ab Juli 2020 erstmals die World Series of Poker Online bei GGPoker ausgespielt wurde, erzielte er dort sechs Geldplatzierungen. Dabei belegte er bei der NLH Poker Players Championship den mit knapp 720.000 US-Dollar dotierten vierten Platz und wurde 65. im Main Event. Auch 2021 kam der Lette bei der World Series of Poker Online zehnmal in die Geldränge und erhielt seine höchste Auszahlung von rund 280.000 US-Dollar für das erreichte Finale der Heads-Up Championship, in dem er Arthur Conan unterlag. Mitte November 2021 gewann Ponakovs das auf WSOP.com ausgespielte Lucky 7’s High Roller der WSOP 2021 und sicherte sich ein Bracelet sowie den Hauptpreis von mehr als 430.000 US-Dollar. Im Mai 2022 wurde er beim Main Event der Triton Poker Series in Madrid Vierter und erhielt 888.000 Euro. Bei der WSOP 2022, die erstmals im Bally’s Las Vegas und Paris Las Vegas ausgespielt wurde, entschied der Lette das 100.000 US-Dollar teure High Roller für sich und erhielt sein zweites Bracelet und eine Auszahlung von knapp 1,9 Millionen US-Dollar. Im August 2022 erzielte er bei der European Poker Tour in Barcelona vier Geldplatzierungen und sicherte sich rund 830.000 Euro. Beim Coin Rivet Invitational der Triton Series im nordzyprischen Kyrenia, einem Einladungsturnier mit einem Buy-in von 210.000 US-Dollar, belegte Ponakovs im September 2022 an seinem 31. Geburtstag den mit 1,35 Millionen US-Dollar dotierten sechsten Rang. Auch beim Luxon Invitational in London erreichte er Anfang August 2023 den Finaltisch und durchbrach als Vierter mit einer Auszahlung von mehr als 2,5 Millionen US-Dollar als erster Lette die Marke von 10 Millionen US-Dollar an kumulierten Turnierpreisgeldern.

### Preisgeldübersicht
Mit erspielten Preisgeldern von über 14 Millionen US-Dollar ist Ponakovs der erfolgreichste lettische Pokerspieler.
| Jahr   | Preisgeld (in $) | Turniersiege |
| ------ | ---------------- | ------------ |
| 2011   | 2.504            | 0            |
| 2012   | 5.385            | 1            |
| 2013   | 256.418          | 0            |
| 2014   | 26.538           | 1            |
| 2015   | 19.607           | 0            |
| 2016   | 59.418           | 0            |
| 2017   | 30.728           | 0            |
| 2018   | 0                | 0            |
| 2019   | 8.175            | 0            |
| 2020   | 0                | 0            |
| 2021   | 73.800           | 0            |
| 2022   | 5.487.694        | 2            |
| 2023   | 8.294.687        | 2            |
| 2024   | 0                | 0            |
| gesamt | 14.264.954       | 6            |

### Braceletübersicht
Ponakovs kam bei der WSOP 38-mal ins Geld und gewann zwei Bracelets:
| Jahr | Buy-in (in $) | Turnier                                         | Teilnehmer | Preisgeld (in $) |
| ---- | ------------- | ----------------------------------------------- | ---------- | ---------------- |
| 2021 | 007.777       | WSOP.com Lucky 7’s No-Limit Hold’em High Roller | 230        | 0.342.491        |
| 2022 | 100.000       | High Roller No-Limit Hold’em                    | 062        | 1.897.363        |